# Медаља Златна звезда (СССР)
Медаља Златна звезда (рус. Медаль Золотая Звезда) је била медаља која је представљала знак препознавања лица којима је додељен почасни назив Херој Совјетског Савеза. Почасно звање хероја установљено је 1934. године, али се временом појавила потреба за установљењем медаље која би ова лица разликовала од других људи, па је 1939. године настала ова медаља, која се додељивала заједно са Орденом Лењина.
Као пандам ове медаља постојала је и Медаља Срп и чекић, која је била знак препознавања лица којима је додељен почасни назив Херој социјалистичког рада.

## Историјат
Почасно звање Хероја Совјетског Савеза установљено је 16. априла 1934. године као виши степен одликовања Совјетског Савеза и додељивано је за за личне или колективне услуге држави са извршењем херојских дела. У почетку је носиоцима звања додељивана само Повеља о указу и Орден Лењина. Временом се појавила потреба за увођењем посебног знака или медаље којом би се носиоци овог почасног звања разликовали од осталих носилаца Ордена Лењина.
Главна идеја о оснивању ове Медаље припада Јосифу Стаљину, секретару Централног комитета СКП (б). Он је совјетском архитекти Мирону Мержанову дао задатак да направи скицу за ову медаљу и предложио да она буде у облику златне звезде. Мержанов је направио неколико предлога за медаљу — звезда са кружном ловоровим венцем, звезда са фрагмент зида Кремља и Лењиновим маузолејем у центру и др. Према предлогу пилота Михаила Громова, једног од првих Хероја Совјетског Савеза, Мержанов је међу предлозима направио и скицу Златне звезде. Ова скица је била последња приказана Стаљину, али му се највише допала и њу је изабрао. Даље завршавање пројекта израде Медаље Златне звезде било је поверено уметнику и граверу Ивану Дубасову.
Медаља је званично уведена 1. августа 1939. године Указом Президијума Врховног совјета СССР „о допуни одредби о звању Хероја Совјетског Савеза”. Убрзо потом, 16. октобра 1939. године донет је нови Указ којим је измењена првобитна уредба о увођењу ове медаље — овим изменама медаља је званично добила назив Медаља Златна звезда и измењен је натпис на полеђини одликовања — уместо натписа Херој СС постављен је натпис Херој СССР.
Додела медаља лицима раније проглашеним за Хероје Совејстог Савеза отпочела је 4. новембра 1939. године, када је медаља под редним бројем 1 додељена првом проглашеном Хероју Совјетског Савеза пилоту Анатолију Љапидевском.

## Наслеђе
Након распада Совјетског Савеза, децембра 1991. године, у већини постосвјетских република основано је херојско звање по узору на престижно признање Хероја Совјетског Савеза. Већина медаља које презентују ово звање направљене су по узору на Медаљу Златну звезду, с тим што је црвена боја, која је симболизовала заставу СССР, замењена бојама застава нових држава.
- Медаља Златна звезда Хероја Руске Федерације
- Медаља Хероја Белорусије
- Медаља Хероја Украјине